# Sprutbyte
Sprututbyte är en verksamhet med utbyte av sprutor och kanyler till personer som missbrukar narkotika. Verksamheten bedrivs i Sverige av landstingen.
Sprututbyte är en aktivitet som ingår i en lågtröskelverksamhet, där använda sprutor, kanyler och parafernalia, s.k injektionsverktyg, byts ut mot nya sterila. Syftet med byte av injektionsverktyg är främst skadeprevention samt att förebygga spridning av hepatit B och hepatit C infektion, hivinfektion men också att erbjuda en person som injicerar droger möjlighet att testa sig för infektion, få möjlighet till rådgivning och möjlighet att vaccinera sig .
Utöver att erbjuda besökaren nya sprutor och kanyler i utbyte mot gamla, erbjuder verksamheten också provtagning för hiv och hepatit B och C, vaccination mot hepatit A och hepatit B, information om smittvägar och vid positiva resultat förhållningsregler. Det delas även ut kondomer, spritsuddar och blandkoppar. Alla deltagare som har ett negativt hepatit B- eller hepatit A-prov erbjuds vaccin. Andra prover tas vid behov exempelvis klamydia, sårodlingsprov, blodprov och TBC. Verksamheten erbjuder också kontakt med socialtjänsten, beroendesjukvård och övrig sjukvård.

Enligt verksamhetsberättelser från befintliga sprututbytesverksamheter framkommer att läget för hiv, hepatit A och hepatit B är under kontroll, inga utbrott har skett bland personer som injicerar droger. En hög vaccinationstäckning bland deltagare i programmet har också bidragit till minskad förekomst av hepatit A och B.
Smittspridningen av hepatit C bland personer med injektionsmissbruk har varit relativt låg, vilket gör det angeläget att fortsätta fokusera på preventiva insatser mot hepatit C som exempelvis utdelning av spritsuddar och blandkoppar vid sprututbyte. Numera erbjuder vissa sprututbytesverksamheter (t.ex. Göteborg) hepatit C-behandling.
Det finns inga studier som visar på ett ökat missbruk eller ökad kriminalitet hos deltagare vid sprututbytesverksamheterna.

I 5 av de 16 regionerna finns sprututbytesverksamhet på flera platser (Halland, Skåne, Stockholm, Norrbotten och Västra Götaland). Totalt finns möjligheten att hämta och byta kanyler och sprutor på 25 platser i Sverige plus en mobil verksamhet – det vill säga totalt 26 verksamheter.
I Sverige startades sprututbytesverksamhet i Lund 1986 och Malmö året därpå. Under perioden 1986-1994 hade 10 stycken sprutbyten öppnats där socialutskottet, efter en utvärdering gjord av Socialstyrelsen presenterats, föreslog att begränsa antalet sprututbyten till 3 st. Fram till 2006 tilläts inga andra sådana lågtröskelverksamheter starta i Sverige. Sedan 1 juli 2006 ger lagen (2006:323) om utbyte av sprutor och kanyler alla landsting möjlighet att bedriva sprututbytesverksamhet om tillstånd beviljas av Socialstyrelsen. Socialstyrelsen har utfärdat kompletterande föreskrifter (SOSFS 2007:2) om utbyte av sprutor och kanyler till personer som injicerar narkotika, samt SOSFS 2013:23 Ändring i föreskrifterna (SOSFS 2007:2) om utbyte av sprutor och kanyler till personer som missbrukar narkotika, med anvisningar om ansökningsförfarande, krav på bemanning, kvalitet och rutiner, dokumentation samt återrapportering.  Efter ändringarna är numera Inspektionen för vård och omsorg (IVO) tillståndsgivande myndighet . 
I Sverige var införandet av sprutbytesverksamhet historiskt sett en mer kontroversiell fråga än den är idag. Den debatt som historiskt förts av lobbyorganisationer för en restriktiv och förbudsorienterad (prohibition) narkotikapolitisk hållning, bland annat Riksförbundet Narkotikafritt Samhälle (RNS), har successivt lagt sig i takt med att mer och mer forskning presenterats inom området när det gäller effektiviteten av sprututbyten i fråga om att förhindra spridningen av allmänfarliga sjukdomar . Det finns dock en fortsatt kritik gentemot sprutbytesprogram då det kan ses som ett hinder mot ett narkotikafritt samhälle då det ger skilda signaler gällande samhällets acceptans av droganvändandet, där det å ena sidan är straffbart men å andra sidan underlättas av sjukvården. Förespråkare av denna tolkning framhäver att den största dödsorsaken för missbrukare är missbruket i sig och inte de sjukdomar som kan följa vid felhantering, de menar på så vis att kampen mot narkotikamissbruk är att prioritera framför sekundära dödsorsaker, såsom sjukdomar överförda genom missbruket, om det står i vägen för de primära åtgärdernas verkan.
I och med lanseringen av vägledningen Hälsofrämjande och förebyggande arbete med hepatit och hiv för personer som injicerar droger (2015-01-28), slår nu Folkhälsomyndigheten fast att sprututbyten bör byggas ut i Sverige där behoven finns.